# Asfalteni
Gli asfalteni sono una classe di composti ad elevato peso molecolare contenuti nel petrolio grezzo. Costituiscono dal 5% al 25% in peso del bitume residuo della raffinazione. Sono solidi a temperatura ambiente con aspetto granulare e color bruno-nero.
Vengono separati per trattamento del bitume con n-eptano, dove sono insolubili, e successiva solubilizzazione in benzene o tetracloruro di carbonio, dove sono solubili.
Sono miscele complesse di idrocarburi costituite principalmente da composti aromatici condensati e composti eterociclici contenenti zolfo e azoto, in cui si riscontra anche la presenza di ossigeno e metalli (V, Ni ecc.).
I pesi molecolari risultano in genere molto superiori a 2000 dalton, fino ad arrivare a valori dell'ordine delle centinaia di migliaia.